# Route départementale 1 (Mayotte)
Pour les articles homonymes, voir Route départementale 1.
La route départementale 1 ou  RD1, est une voie de Mayotte reliant Mtsamboro à Tsingoni. Elle dessert le centre-ville de Acoua et M'Tsangamouji.